# Passerina
Passerina és un gènere d'ocells de la família dels cardinàlids (Cardinalidae).

## Taxonomia
El gènere Passerina va ser introduït per l'ornitòleg francès Louis Pierre Vieillot el 1816. L'espècie tipus va ser designada l'any 1840 com cardenal anyil de front lila (Passerina cyanea) pel zoòleg anglès George Robert Gray. El nom del gènere prové del llatí «passerinus» que significa “com un pardal”.
Segons la Classificació del Congrés Ornitològic Internacional (versió 14.2, 2024) aquest gènere està format per 7 espècies:
- cardenal anyil de front lila - (Passerina cyanea).
- cardenal anyil becblanc - (Passerina caerulea).
- cardenal anyil capblau - (Passerina amoena).
- cardenal anyil ventre-rosat - (Passerina rositae).
- cardenal anyil de pit taronja - (Passerina leclancherii).
- cardenal anyil violaci - (Passerina versicolor).
- cardenal anyil pintat - (Passerina ciris).